# Episodi di Flikken - Coppia in giallo (terza stagione)
La terza stagione della serie televisiva Flikken - Coppia in giallo (Flikken Maastricht) è andata in onda nei Paesi Bassi dal 30 ottobre 2009 su TROS.
In Italia ha esordito nel 2011 su Rete 4.
| nº | Titolo originale | Titolo italiano      | Prima TV Paesi Bassi | Prima TV Italia |
| -- | ---------------- | -------------------- | -------------------- | --------------- |
| 1  | Eeuwige trouw    | Eterna fedeltà       | 30 ottobre 2009      |                 |
| 2  | Spelletjes       | Giochi pericolosi    | 6 novembre 2009      |                 |
| 3  | Valse liefde     | Falso amore          | 13 novembre 2009     |                 |
| 4  | Eerwraak         | Delitto d'onore      | 20 novembre 2009     |                 |
| 5  | Ambitie          | Ambizione            | 27 novembre 2009     |                 |
| 6  | Kameraden        | L'infiltrata         | 4 dicembre 2009      |                 |
| 7  | Stiekem          | Il segreto           | 11 dicembre 2009     |                 |
| 8  | Dubbelspel       | Doppio gioco         | 8 gennaio 2010       |                 |
| 9  | Geld (1)         | Il codice            | 15 gennaio 2010      |                 |
| 10 | Geld (2)         | Una trappola per Eva | 22 gennaio 2010      |                 |